# Haslet
Haslet is een plaats (city) in de Amerikaanse staat Texas, en valt bestuurlijk gezien onder Denton County en Tarrant County.

## Demografie
Bij de volkstelling in 2000 werd het aantal inwoners vastgesteld op 1134.
In 2006 is het aantal inwoners door het United States Census Bureau geschat op 1484, een stijging van 350 (30,9%).

## Geografie
Volgens het United States Census Bureau beslaat de plaats een oppervlakte van
19,4 km², geheel bestaande uit land.

## Plaatsen in de nabije omgeving
De onderstaande figuur toont nabijgelegen plaatsen in een straal van 16 km rond Haslet.